# Barron, Wisconsin
Barron är administrativ huvudort i Barron County i Wisconsin i USA. Orten har fått namn efter domaren Henry D. Barron. Enligt 2010 års folkräkning hade Barron 3 423 invånare.